# نهائي بطولة الأندية العربية لأبطال الدوري 1988
نهائي بطولة الأندية العربية لأبطال الدوري 1988 هي المباراة النهائية للنسخة السادسة من بطولة كأس العرب للأندية الأبطال وفاز بها نادي الاتفاق السعودي على النادي الإفريقي التونسي .

## الفرق
| الفريق   | المنطقة      | وصول سابق (الخط الغليظ يشير إلى بطل تلك النسخة) |
| -------- | ------------ | ----------------------------------------------- |
| الاتفاق  | غرب آسيا     | 1 (1984)                                        |
| الإفريقي | شمال أفريقيا | 0                                               |

## المباراة
| الاتفاق       | 1–1 (ب.و.إ.) | الإفريقي |
| ------------- | ------------ | -------- |
|               | (تقرير)      |          |
| ركلات الترجيح |              |          |
|               | 5–3          |          |